# Russie au Concours Eurovision de la chanson 2015
La Russie participe au Concours Eurovision de la chanson 2015 à Vienne, en Autriche. Le pays est représenté par Polina Gagarina et sa chanson A Million Voices.

## Processus de sélection
Polina Gagarina, représentant la Russie au Concours Eurovision de la chanson, est annoncée le 9 mars 2015, à la suite d'une sélection interne. 
Sa chanson A Million Voices est présentée le 15 mars 2015.

## À l'Eurovision
La Russie a participé à la première demi-finale, le 19 mai 2015. Arrivant à la tête de cette demi-finale avec 182 points, le pays se qualifie pour la finale, où il arrive 2e avec 303 points. C'est la première fois que le pays dépasse le score de 300 points. C'est également la première fois qu'une chanson arrivée en deuxième place dépasse cette barre de 300 points.